# Žernov (přírodní rezervace)
Žernov je přírodní rezervace ev. č. 1773 severně od obce Dolní Ředice v okrese Pardubice. Oblast spravuje Agentura ochrany přírody a krajiny ČR.
Důvodem ochrany je zachování a ochrana krajinářsky a biologicky cenného území, které tvoří zbytky přirozené dubohabřiny, rybníky, rákosiny a mokré louky tvořící ekologicky stabilní ostrov obklopený intenzivně zemědělsky využívanou krajinou. Tyto biotopy jsou domovem zvláště chráněných druhů živočichů a rostlin. Část tohoto chráněného území a část jeho ochranného pásma je zároveň vymezena jako biocentrum regionálního významu ve zpracovaném Lokálním územním systému ekologické stability Ředice.

## Mykologie
Roku 2007 proběhla v rámci rezervace inventarizace výskytu vyšších hub. Za nejvzácnější objevenou houbu je považována řasnatka modromléčná (Peziza saniosa). Z dalších vzácných a bioindikačních druhů zde byl popsán výskyt řady hřibovitých hub: hřib pružný (Aureoboletus gentilis), hřib bronzový (Boletus aereus), hřib přívěskatý (Butyriboletus appendiculatus), hřib skvrnitý (Hemileccinum depilatum), hřib plavý (Hemileccinum impolitum), hřib medotrpký (Caloboletus radicans), hřib satan (Rubroboletus satanas), kozák dubový (Leccinellum crocipodium) a také hřib Quéletův (Suillellus queletii). Dále šťavnatka hajní (Hygrophorus nemoreus), ryzec ostrý (Lactarius acris), řasnatka síromléčná (Peziza succosa) a holubinka lepkavá (Russula viscida).

## Zoologie
Během malakologického průzkumu bylo na území rezervace nalezeno 17 druhů vodních měkkýšů (13 plžů, 4 mlži).

## Galerie

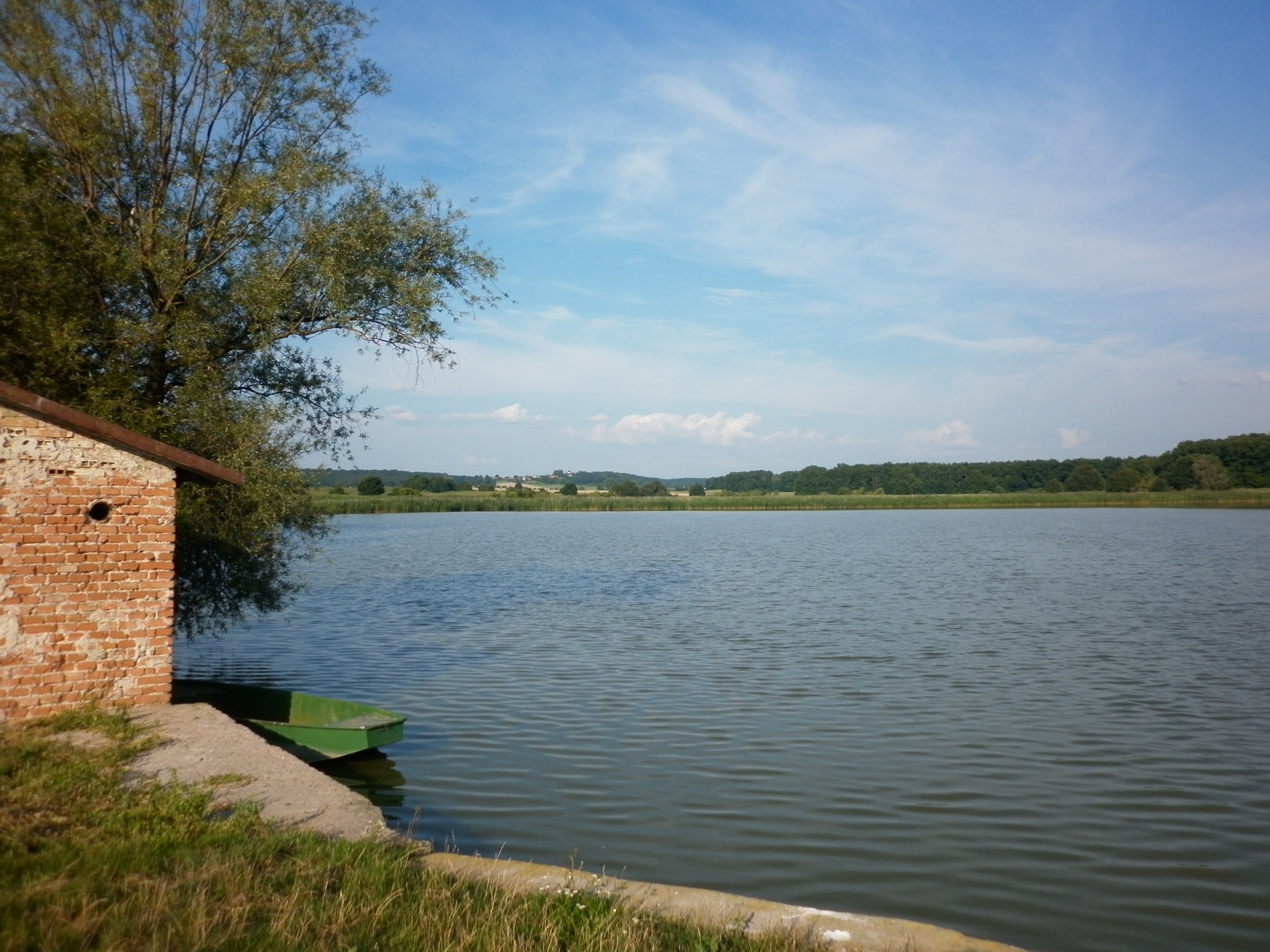
rybník Šmatlán
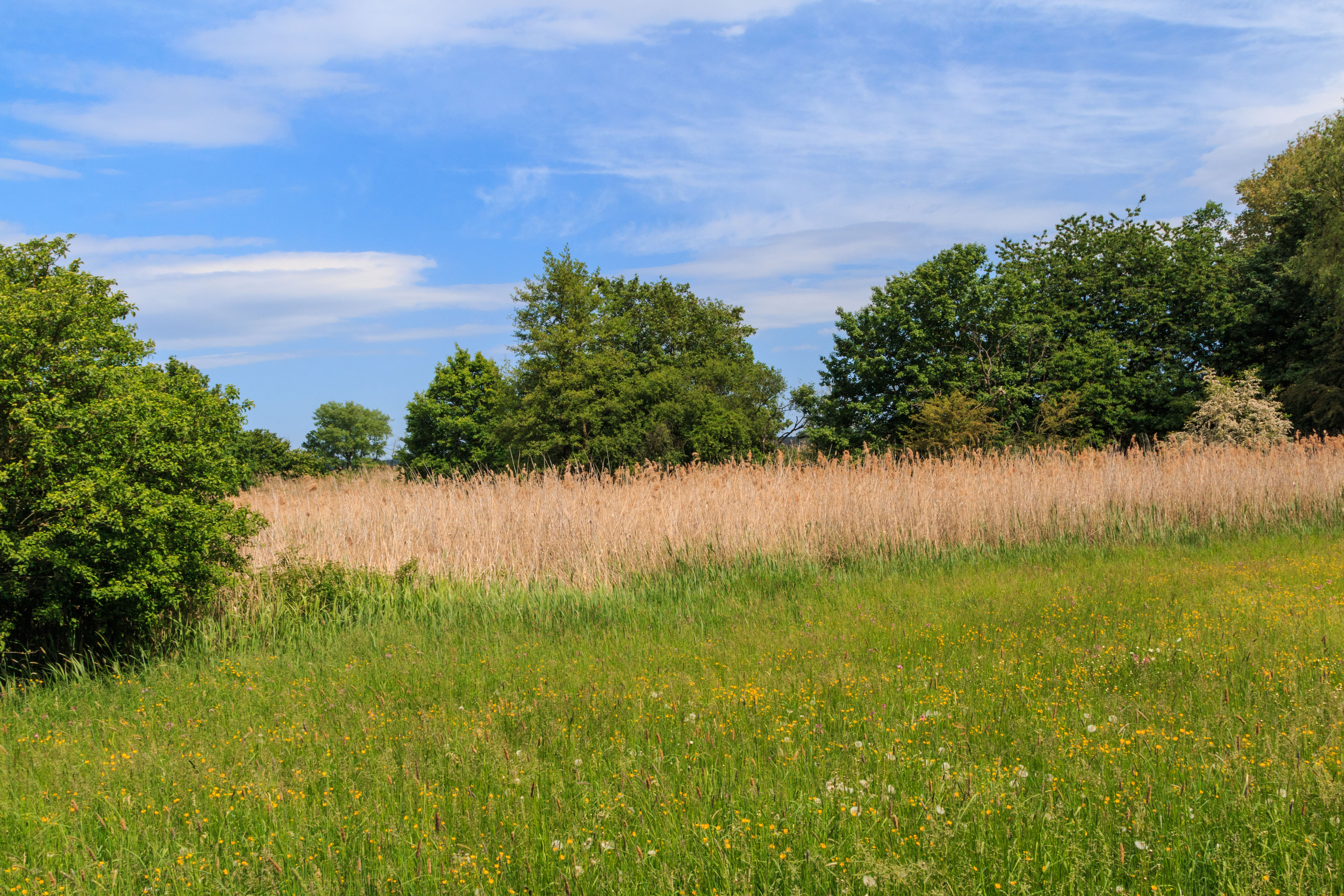
Louky u rybníka Šmatlán
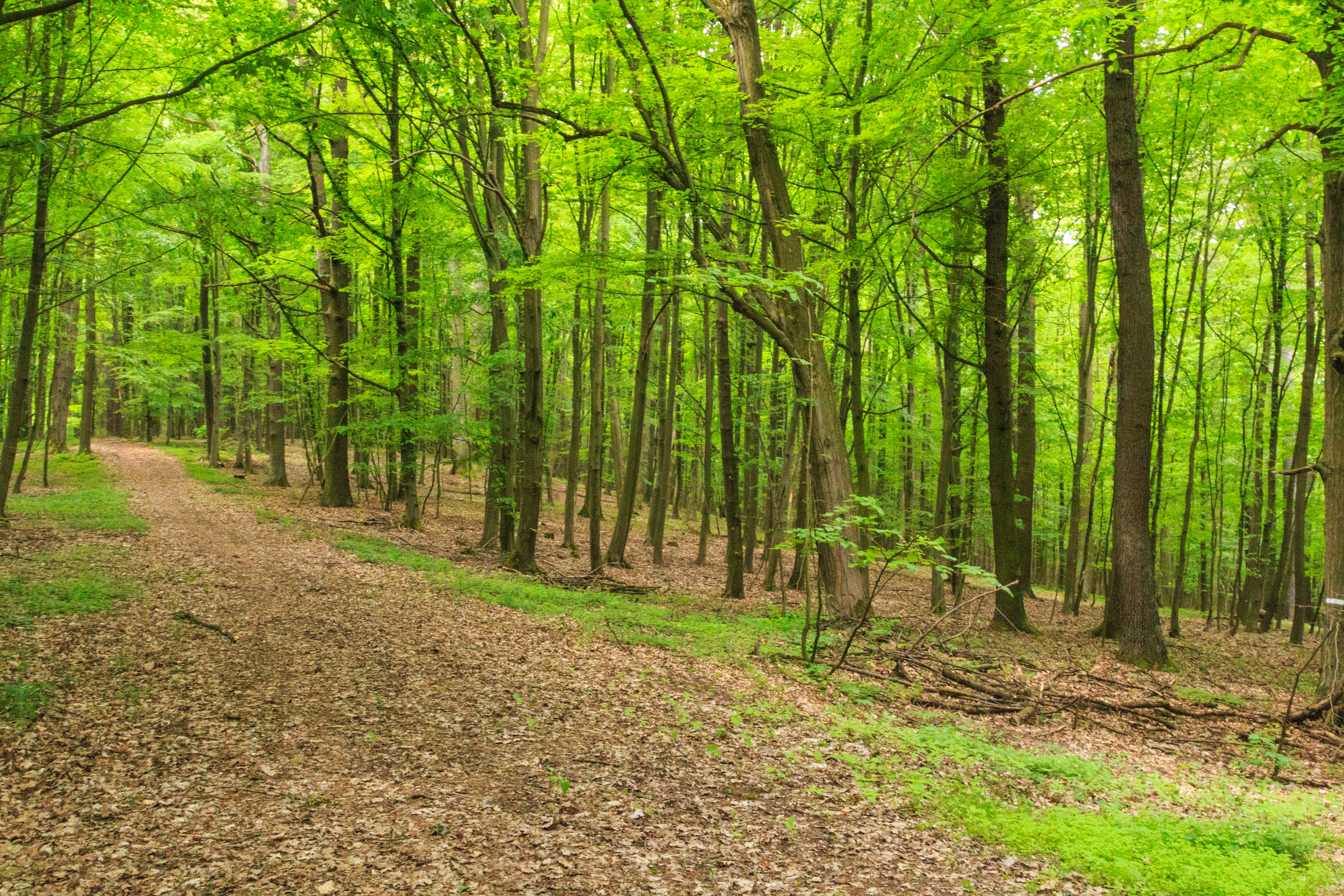
PR Žernov
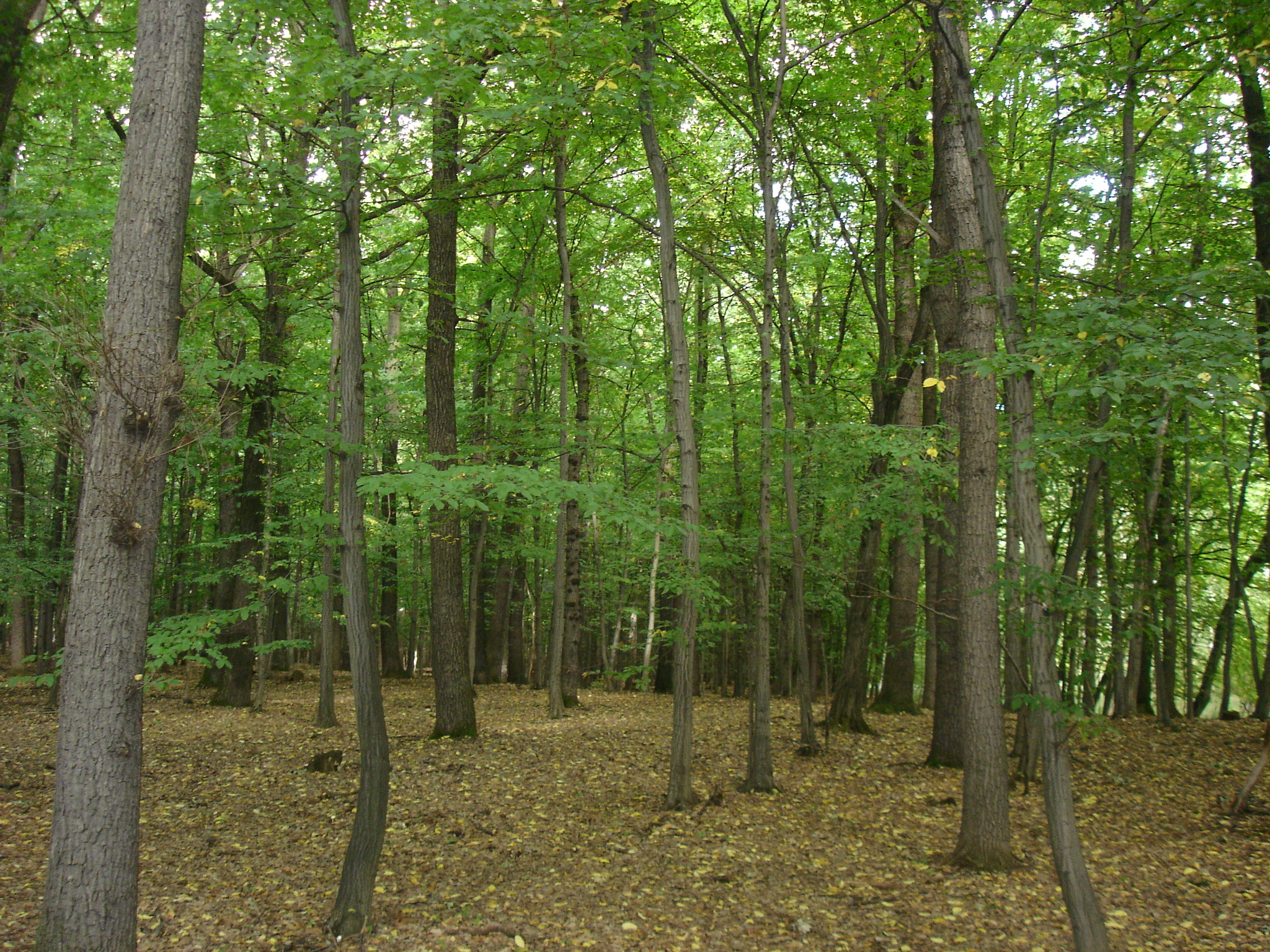
Žernov